# 13254 Kekulé
A 13254 Kekulé (ideiglenes jelöléssel (13254) 1998 OY13) a Naprendszer kisbolygóövében található aszteroida. Eric Walter Elst fedezte fel 1998. július 26-án.